# Éric Cazalot
Éric Cazalot est un auteur français de divers types d'écrits : sitcoms, biographies, one-man-show, ou encore romans.
Il a coécrit la plupart de ses ouvrages avec son frère Christian Cazalot. Il fut d'abord repéré grâce à ses premiers écrits qui le propulsèrent dans un premier lieu dans le monde des sitcoms et de l'humour. C'est par la suite qu'il s'adonna à d'autres types d'écrits avant de revenir à la fiction.

## Œuvres

### Sitcoms
- Classe mannequin, série diffusée sur M6 où il fut l'un des nombreux auteurs, 1993-1994
- Jamais deux sans toi...t, série diffusée sur TF1 où il fut l'un des nombreux auteurs, 1996

### Biographies
- Chapeau melon et bottes de cuir : Irrespectueusement vôtre, coécrit avec Philippe Paygnard, DLM Editions, 1996
- Ma sorcière bien-aimée : l'imaginaire au pouvoir, coécrit avec Christian Cazalot, DLM Editions, 1997
- Sylvie Vartan : Une fille de l'Est, coécrit avec Christian Cazalot, Éditions Express Prelude & Fugue, 2003
- Serge Gainsbourg, le maître chanteur, coécrit avec Christian Cazalot, L'Express Roularta, 2004
- Dans la lumière (Sylvie Vartan), coécrit avec Christian Cazalot, XO éditions, 2007

### One Man Show
- Pop Attitude, spectacle de Laurent Touraine, coécrit avec Christian Cazalot, mis en scène par Sylvie Joly, 2004

### Roman
- Come Back, coécrit avec Christian Cazalot, XO éditions - My Major Company Books, à paraître en 2011